# Bibliothèque Iranienne
Die Bibliothèque Iranienne (Iranische Bibliothek) ist eine Buchreihe des Institut Français de Recherche en Iran (IFRI), Teheran, Iran. Sie wurde 1949 von dem französischen Philosophen, Orientalisten, Islamwissenschaftler und Kenner des Schiitentums Henry Corbin (1903–1978) gegründet, der die ersten 22 Bände bis 1978 bearbeitete. Die ersten Bände enthalten wissenschaftliche Editionen persischer Texte von Manuskripten aus der Collection Henry Corbin. 1980 öffnete sich die Bibliothek für den zeitgenössischen Iran und die Sozialwissenschaften, während sie wissenschaftliche Publikationen im klassischen Bereich fortsetzte. Viele der erschienenen Bände sind auch in persischer Übersetzung verfügbar.

## Übersicht
(nach ifriran.org)
- 1 Kashf al-Mahjub. Abu Ya’qub Sejestâni. Le dévoilement des choses cachées. Traité ismaélien du IVe siècle de l’hégire. Texte persan publié avec une introduction par Henry Corbin. 25+115 pages, 1949 (3e édition 1988). 4e édition augmentée de la traduction persane de l’introduction en préparation : Entesharat-e Tahuri et IFRI

- 2 Oeuvres philosophiques et mystiques de Shihabaddin Yahya Sohrawardi. Henry Corbin. (Opera metaphysica et mystica II) : 1 - La Théosophie de l’Orient des Lumières (arabe); 2 - Le Symbole de Foi des Philosophes (arabe); 3 - Le Récit de l’Exil occidental (arabe et persan). Prolégomènes en français et édition critique par Henry Corbin. 104+350 pages, 1952 (2e édition 1977).

- 3 Kitab-e Jami’ al-Hikmatain. Nasir-e Khosraw. Le livre réunissant les deux sagesses ou Harmonie de la philosophie grecque et de la théosophie ismaélienne. Texte persan édité avec une double étude préliminaire en français et en persan par Henry Corbin et Mohammad Mo’in. 147+362+20 pages, 1953 (2e édition 1984)

- 4 und 5 Avicenne et le récit visionnaire. Henry Corbin. VI+344 pages, 90+116 pages, 1954, édition partielle 1987, IFRI/PUI.

- 6 Commentaire de la qasîda ismaélienne d’Abû’l Haitham Jorjânî, Attribué à Mohammad ibn Sorkh de Nishapour (IVe/Xe-Ve/XIe siècles) Texte persan édité avec introduction et esquisse comparative en français par Henry Corbin et Mohammad Mo’in. 115+126 pages, 1955.

- 7 Matériaux pour la biographie de Shâh Ni’matollah Walî Kermânî. Textes persans publiés avec une introduction en français par Jean Aubin. 21+345 pages, 1956 (3e édition 1987)

- 8 Le Jasmin des Fidèles d’amour (Kitâb-e ‘Abhar al-Âshiqîn) Rûzbehân Baqlî Shîrâzî (522/1128-606/1209) Traité de soufisme en persan publié avec une double introduction et la traduction du chapitre premier par Henry Corbin et Mohammad Mo’in. 128+244+113 pages, 6 pl. hors-texte, 1958. (3e édition 1987)

- 9 Trilogie ismaélienne. Henry Corbin. 1-Abû Ya’qûb Sejestâni : Le livre des Sources (IVe/Xe s.); 2-Sayyid-nâ al-Hosayn ibn ‘Ali : Cosmogonie et Eschatologie (VIIe/XIIIe s.); 3-Symboles choisis de La Roseraie du Mystère, de Mahmûd Shabestari (VIIIe/XIVe). Textes édités avec traduction française et commentaires par Henry Corbin. 200+196+188 pages, 1961

- 10 Le Livre des Pénétrations Métaphysiques (Kitâb al-Mashâ’ir) Mollâ Sadrâ Shîrâzî (980/1572-1050/1640) Texte arabe publié avec la version persane de Badi’ ol-Molk ‘Emâdoddawleh. Traduction française et annotations par Henry Corbin (Ouvrage publié à l’occasion du IVe centenaire (1380 h.l.) de la naissance de Mollâ Sadrâ Shîrâzî). 271+246 pages, 1964 (2e édition 1982)

- 11 Le livre de l’homme parfait (Kitâb al-Insân al-Kâmil) ‘Azizoddîn Nasafî (VIIe/XIIIe siècle) Recueil de traités de soufisme en persan, publiés avec une introduction par Marijan Molé. 58+608 pages, 1962 (3e édition 1993, 8e édition 2007, 9e édition 2009)

- 12 Commentaire sur les Paradoxes des Soufis (Sharh-e Shathiyât) Rûzbehân Baqlî Shîrâzî (522/1128-606/1209) Texte persan publié avec une introduction en français et un index par Henry Corbin. 45+738 pages, 1966 (2e édition 1981), 5e édition 2006.

- 13 Les premiers poètes persans (IXe-Xe siècles) Fragments rassemblés,édités et traduits par Gilbert Lazard. Tome I: Introduction et traduction française par Gilbert Lazard. Tome II : Texte persan. 2 vols, 187+222 p. 1964. t.I épuisé (2e édition 1982: t.II.)

- 14 und 15 Shâh-Nâma-ye Haqiqat (Le Livre des Rois de Vérité). Hajj Ne’matollah Mojrem Mokri. Histoire traditionnelle des Ahl-e Haqq. Texte persan publié avec une introduction, une étude sur les “Fidèles de Vérité”, des notes et des commentaires par Mohammad Mokri. Tome I: Texte du Shâh-Nâma. 24+584 pages, 1966. (2e édition, compilation des deux volumes 14 et 15, 1982).

- 16 La Philosophie shi’ite. Sayyed Haydar Âmoli (VIIIe/XIVe siècle). 1-Somme des doctrines ésotériques (Jâmi’ al-asrâr); 2 - Traité de la connaissance de l’être (Fî ma’rifat al-wojûd). Textes publiés avec une double introduction et index par Henry Corbin et Osmân Yahyâ. 76+832+62 pages, 1969. (2e édition 1989).

- 17 Oeuvres Philosophiques et Mystiques. Shihâbaddin Yahyâ Sohrawardi. Volume II: Œuvres en persan (Opera metaphysica et mystica III), éditées avec une introduction par Seyyed Hosseïn Nasr. Prolégomènes, analyses et commentaires par Henry Corbin. 155+494+80 pages, 4 pl. hors texte, 1970 (2e édition 1977).

- 18 Anthologie des philosophes iraniens depuis le XVIIIe siècle jusqu’à nos jours. Jalâloddîn Âshtiyânî et Henry Corbin. Tome Ier: Textes persans et arabes choisis et présentés par Sayyed Jalaloddin Âshtiyâni, introduction analytique par Henry Corbin. 212+521 pages, 1972.

- 19 Anthologie des philosophes iraniens depuis le XVIIIe siècle jusqu’à nos jours. Jalâloddîn Âshtiyânî et Henry Corbin. Tome II: Textes choisis et présentés par Sayyed Jalaloddin Âshtiyâni. Introduction analytique par Henry Corbin. 164+556 pages, 1975.

- 20 Traités des Compagnons-Chevaliers (Rasâ’il-e javânmardân). Recueil de sept Fotowwat-nâmeh publié par Morteza Sarrâf. Introduction analytique par Henry Corbin. 110+328 pages, 1973 (2e édition 1991).

- 21 Correspondance spirituelle échangée entre Nûroddîn Esfarâyeni (ob. 717/1317) et son disciple ‘Alâoddawleh Semnâni (ob. 736/1336). Texte persan publié avec une introduction par Hermann Landolt. 52+135 pages,1972

- 22 Le Texte des Textes (Nass al-Nosus). Seyyed Haydar Âmolî (VIIIe/XIVe siècle). Commentaire sur les “Fosûs al-hikam” d’Ibn ‘Arabi. Les Prolégomènes, publiés avec une double introduction et un quintuple index par Henry Corbin et Osmân Yahyâ. Tome Ier : Texte et double Introduction. 46+545 pages, 28 diagrammes hors texte, 1975 (2e édition 1988).

- 23 Le Tâlech, une région ethnique au nord de l’Iran. Marcel Bazin. 1980 A.D.P.F., Editions Recherche sur les Civilisations, Synthèse n° 1. 2 vols., 220 pages + 34 planches et 314 pages + 48 planches,21x29,7cm. ISBN 2-86538-004-1

- 24 Gilân et Âzarbâyjân oriental, cartes et documents ethnographiques. Marcel Bazin et Christian Bromberger avec la collaboration de Asghar Askari et Asghar Karimi. 1982, A.D.P.F., Editions Recherche sur les Civilisations, Synthèse n° 12. 108+16 pages, 21x29,7cm, 16 pl. h.t., 42 cartes, ill. ISBN 2-86538-024-6 ISSN 0291-1701

- 25 Pensées politiques de l’Ayatollah Khomeyni. Présentation thématique au travers de ses écrits et discours depuis 1941. Yseult A. Henry. A.D.P.F., Editions Recherche sur les Civilisations, 1980,Mémoire n° 3, 78 pages, 21x29,7cm. ISBN 2-86538-006-8 .

- 26 Art et société dans le monde iranien. Volume préparé par Chahryar Adle. 1982, A.D.P.F., Editions Recherche sur les Civilisations, Synthèse n° 9, 380 pages, 21x29,7cm, ill. ISBN 2-86538-038-6 ISSN 0247-8552

- 27 Les Gorbat d’Afghanistan, aspects économiques d’un groupe itinérant “jat”. Aparna Rao. A.D.P.F., Editions Recherche sur les Civilisations, Mémoire n° 14. 2 vols; 220 pages + 34 planches, 21x29,7cm. ISBN 2-86538-028-9 ISSN 0291-1701 1982

- 28 Aux sources de la nouvelle persane. Christophe Balaÿ, Michel Cuypers. A.D.P.F., Editions Recherche sur les Civilisations, Mémoire n° 23, 216 pages, 21x29,7cm, ill. ISBN 2-86538-057-2 ISSN 0291-1655

- 29 La musique iranienne, tradition et évolution. Jean During. A.D.P.F., Editions Recherche sur les Civilisations,1984, Mémoire n° 38, 243 pages, 21x29,7cm, ill. ISBN 2-86538-087-4 ISSN 0291-1655

- 30 Le Livre d’Ardâ Virâz translittération, transcription et traduction du texte pehlevi. Philippe Gignoux. 1984, A.D.P.F., Editions Recherche sur les Civilisations, Cahier n° 14, 282 pages, 21x29,7cm. ISBN 2-86538-075-0 ISSN 0291-1701

- 31 Les encyclopédies persanes: essai de typologie et de classification des sciences. Živa Vesel. 1986, A.D.P.F., Editions Recherche sur les Civilisations, Mémoire n° 27, 70 pages, 21x29.7cm. ISBN 2-86538-139-4, ISSN 0291-1655

- 32 Moralia, les notions morales dans la littérature persane du 3e/9e au 7e/13e siècle. Charles-Henri de Fouchécour. 1986, A.D.P.F., Editions Recherche sur les Civilisations, Synthèse n° 23, 519 pages, 21x29.7cm. ISBN 2-86538-153-6

- 33 Le tapis persan ou le jardin de l’éternel printemps. Patrice Fontaine. 1990, Editions Recherche sur les Civilisations, hors collection, Paris-Téhéran, 179 pages, XXIV planches h.t. ISBN 2-86538-208-3

- 34 Le nomadisme dans le Nord du Khorasan. Mohammad-Hossein Papoli Yazdi. 1991, Paris-Téhéran, 434 pages, 23 figures, 43 photos, ISBN 90-6831-2152.

- 35 Peinture et arts du livre. Yves Porter. 1992, Paris-Téhéran, 250 pages, 13 planches photos. Traduit en anglais, éditions Manobar, New Delhi, 1994. ISBN 90-6831-407-6

- 36 Musique et Mystique dans les traditions de l’Iran. Jean During. 1990, Paris-Téhéran, 688 pages. ISBN 90-6831-191-3

- 37 Téhéran, capitale bicentenaire. Chahryar Adle et Bernard Hourcade éds. 1992, Paris-Téhéran, 386 pages, nbrs. ills., 5 cartes hors texte. ISBN 90-6831-480-7, ISBN 2-87723-055-4

- 38 Itinéraire d’un enseignement. Henry Corbin. Téhéran, 197 pages. ISBN 2-909961-00-1. ISBN 2-909961-01-X, 1993, .

- 39 Études safavides. Jean Calmard (éd.) Téhéran, 420 pages, 29 planches photo. 4 cartes h.t. ISBN 2-909961-02-8, 1993

- 40 La végétation altitudinale de l’Alborz central (Iran). Jean-Claude Klein. 1993, Téhéran, 281 pages, 32 figures, 6 tableaux h.t.,17 planches photos couleurs. Nouvelle édition, 2002, Téhéran. ISBN 2-909961-03-6

- 41 L’économie de l’Iran islamique, entre l’état et le marché (The Economy of islamic Iran, between State and Market) Thierry Coville (éd.) 1994, Téhéran, 305 pages. ISBN 2-909961-08-7, ISBN 2-909961-09-5

- 42 Les Iraniens d’Istanbul. Thierry Zarcone et Fariba Zarinebaf-Shahr (éds.). 1993, Téhéran-Istanbul (Varia Turcica XXIX), 286 pages, 18 figures. ISBN 2-906053-32-5, ISBN 2-909961-07-9

- 43 La beauté menacée Anthropologie des maladies de la peau en Iran. Nilofar Jozani. 1994, Téhéran, 328 pages, 16 planches photos. ISBN 2-909961-05-2, ISBN 2-909961-06-0 .

- 44 Pand-o-Sokhan Mélanges offerts à Charles-Henri de Fouchécour Christophe Balaÿ, Claire Kappler et Živa Vesel (éds.). 1995, Téhéran, 348 pages, 25 planches photos. ISBN 2-909961-14-1, ISBN 2-909961-15-X

- 45 L’Iran face à la domination mongole. Denise Aigle, (éd.). 1997, Téhéran, 400 pages, 47 figures. ISBN 2-909961-12-5

- 46 Techniques et ressources en Iran du 7e au 19e siècle. Parviz Mohebbi. 1996, Téhéran, 284 pages, 26 figures, 7 planches photos h.t., 11 cartes géographiques. ISBN 2-909961-16-8, ISBN 2-909961-17-6

- 47 Le combat du colombophile (Jeu aux pigeons et stigmatisation sociale). Aladin Goushegir. 1997, Téhéran, 234 pages, 24 figures. Texte bilingue (traduction en persan par l’auteur). ISBN 2-909961-18-4

- 48 La genèse du roman persan moderne. Christophe Balaÿ. 1998, Téhéran, 512 pages. ISBN 2-909961-19-2

- 49 Discours sur l’oeil d’Esmâ‘il Gorgânî. Bertrand Thierry de Crussol des Epesse. 1998, Téhéran, coédition Presses Universitaires d’Iran et IFRI, 320 pages, 2 figures. ISBN 2-909961-20-6

- 50 La science dans le monde iranien. Živa Vesel, Hossein Beikbaghaban et B. Thierry de Crussol des Epesse (eds). 1998, Téhéran ; 2e édition, 2004, 432 pages, 50 figures coul./nb. ISBN 2-909961-10-9, ISBN 2-909961-24-9

- 51 Quatre traités inédits de Ruzbehan Baqli Shirazi (522-606/1128-1209). Paul Ballanfat (Textes arabes commentés par P. Ballanfat, Introduction en français). 1998, Téhéran, 450 pages. ISBN 2-909961-11-7

- 52 La Perse et la Grande Guerre. Oliver Bast (ed). Téhéran, 474 pages. ISBN 2-909961-23-0, 2002.

- 53 (Band I) Hommes et Terres d’Islam (Mélanges offerts à Xavier de Planhol) Daniel Balland (éd.). Tome I : 498 pages, 85 figures coul./nb. 2000, Téhéran. ISBN 2-909961-21-4

- 53 (Band II) Hommes et Terres d’Islam (Mélanges offerts à Xavier de Planhol) Daniel Balland (éd.). Tome II : 400 pages, 62 figures coul./nb.2 2000, Téhéran. ISBN 2-909961-22-2

- 54 Nasir Al-Din Tusi Philosophe et savant du XIIIe siècle. N. Pourjavady et Ž. Vesel (éds.). 1993, Téhéran, 197 pages. ISBN 2-909961-00-1, ISBN 2-909961-01-X

- 55 Le Roman d’Abu Moslem (Abu Moslem nameh) d’après la narration de Abu Tâher de Tartus. Texte établi et présenté par Hossein Esmaïli. 4 volumes, 2530 pages, 14 figures couleurs, Téhéran, 2001. ISBN 964-5643-97-X. (Band I) 752 pages, 4 figures couleurs. ISBN 964-5643-91-0.

- 55 (Band II) Le Roman d’Abu Moslem (Abu Moslem nameh) d’après la narration de Abu Tâher de Tartus. Texte établi et présenté par Hossein Esmaïli. 576 pages, 4 figures couleurs. ISBN 964-5643-92-9

- 55 (Band III) Le Roman d’Abu Moslem (Abu Moslem nameh) d’après la narration de Abu Tâher de Tartus. Texte établi et présenté par Hossein Esmaïli. 608 pages, 3 figures couleurs. ISBN 964-5643-93-7

- 55 (Band IV) Le Roman d’Abu Moslem (Abu Moslem nameh) d’après la narration de Abu Tâher de Tartus. Texte établi et présenté par Hossein Esmaïli. 594 pages, 3 figures couleurs. ISBN 964-5643-94-5

- 56 À la croisée des voies célestes: Faxr al-Din ‘Erâqi. Pensée mystique et expression poétique en Perse médiévale. Ève Feuillebois-Pierunek. Téhéran, 350 pages, 2002. ISBN 2-909961-31-1

- 57 Guerre et Mémoire Table ronde sur la littérature de guerre (6 -7 décembre1999) Mémoires de guerre Combattants iraniens (conflit Iran-Irak) Combattants français (Première Guerre mondiale). Téhéran 208 +216 pages, texte bilingue. ISBN 2-909961-32-X, 2002

- 58 Sciences, techniques et instruments dans le monde iranien Études réunies et présentées par N. Pourjavady et Z. Vesel. Téhéran Presses Universitaires d’Iran et IFRI 434 pages (français et anglais) et 84 pages (persan). ISBN 2-909961-33-8, 2004

- 59 Contact des langues dans l’espace arabo - turco – persan. Textes édités par Taghi Azadarmaki, Christophe Balaÿ, Michel Bozdémir. 2005, Téhéran, Université de Téhéran, Institut National des Langues et Civilisations Orientales, Entesharat Mo’in et IFRI 16 +142 pages, (français et anglais) ISBN 2-909961-35-4

- 60 Recherches en spiritualité iranienne Recueil d’articles. Hermann Landolt. Téhéran, Presses Universitaires d’Iran et IFRI 406 pages, (français, anglais, allemand et persan) ISBN 2-909961-36-2, 2005

- 61 Grammaire du persan contemporain. Gilbert Lazard. Nouvelle édition avec la collaboration de Yann Richard, Rokhsareh Hechmati, Pollet Samvelian. Téhéran, Farhang Moaser/IFRI, 303 pages. ISBN 2-909961-37-0, 2006

- 62 Atlas d’Iran Socio-économique et culturel. Mahmoud Taleghani, Guy Burgel, Ali Goli, Masud Kowsari. Téhéran, Université de Téhéran/Université de Paris X / Centre International de Dialogues entre les Civilisations/IFRI / Editions Mo’in, 21 + 235 pages, trilingue (français, anglais, persan), 182 plans et 25 photos en couleur. ISBN 2-909961-38-9, 2005

- 63 Afzâd - Ethnologie d’un village d’Iran. Anne-Sophie Vivier-Muresan. Téhéran, 446 pages. ISBN 2-909961-39-7, 2006

- 64 Cartographie historique du Golfe Persique. Textes réunis par Mahmoud Taleghani, Dejanirah Silva Couto, Jean-Louis Bacqué-Grammont. Téhéran, Université de Téhéran / Ecole Pratique des Hautes Études / Centre de Documentation et d’Histoire de la Diplomatie, IFRI, 210 pages (français et anglais). ISBN 2-909961-40-0, 2006,

- 65 La maison Rafi’i. Un exemple de sauvegarde architecturale dans la plaine du Gilân sous la direction de Mahmoud Taleghani, Christian Bromberger et Marc Grodwohl. ISBN 978-964-7603-97-3, 2008. Téhéran, Entesharat Mo'in/IFRI, 1386, 136p. (bilingue)

- 66 Chronique des premières missions archéologiques françaises à Suse d'après les photographies et mémoires de l'architecte Maurice Pillet (1912-1913). Nicole Chevalier. ISBN 2-909961-42-7. Téhéran, co-édition musée du Louvre / IFRI, 2009. 328 p. et 150 photos en noir et blanc

- 67 Images of islamic science. Illustrated manuscripts from the iranian world. Edited by Ziva Vesel, Serge Tourkin and Yves Porter with the collaboration of Francis Richard and Farid Ghasemloo. ISBN Islamic Azad university : 987-964-223-230-7. ISBN IFRI : 2-909961-43-5. Téhéran, co-édition UNESCO / IFRI / Université Azad / Fondation Van Berchem, 2009/1388. 328 p. et ill. en couleur

- 68 Patrimoine de l'architecture rurale du Guilan- plaine centrale. Etudes réunies et présentées par Mahmoud Taleghani. ISBN Editions Rozaneh: 978-964-334-321-7. ISBN IFRI : 978-2-909961-44-6. Téhéran, co-édition : Rozaneh / IFRI. 2010/1389. 284 p. et ill. en couleur (bilingue)

- 69 Muslim cultures in the Indo-Iranian World during the Early-Modern and Modern Periods. Denis Hermann & Fabrizio Speziale (eds.) ISBN Klaus Schwarz Verlag : 978-3-87997-364-4. ISBN IFRI : 978-2-909961-45-1. co-édition: Klaus Schwarz Verlag / IFRI. 2010

- 70 Dastūr al-Jumhūr fī Manāqib Sultān al-'Arifīn abū Yazid Tayfūr. Ahmad bin al-Husayn bin al-Shaykh al-Kharaqānī (8th A.H. / 14th A.D. century) édité par Mohammad Taqi Daneshpezhuh et Iraj Afshar. ISBN Miras-e Maktoob: 978-964-8700-74-9. ISBN IFRI : 2-909961-46-X. Téhéran, co-édition Miras-e Maktoob / IFRI. 2009/1388. 476 p. (en persan)

- 71 Ketâb al-Nejârat (Sur ce qui est indispensable aux artisans dans les constructions géométriques). Abu al-Wafâ al-Buzjâni. Jafar Aghayani-Chavoshi. ISBN Miras-e Maktoob: 978-964-8700-99-2. ISBN IFRI : 978-2-909961-47-7. Téhéran, co-édition Miras-e Maktoob / IFRI. 2010/1389. 279 p. (en français) + 136 p. (en persan)

- 72 Shi‘i Trends and Dynamics in Modern Times (XVIIIth-XXth centuries). Courants et dynamiques chiites à l´époque moderne. (XVIIIe-XXe siècles). Denis Hermann et Sabrina Mervin. ISBN OIB : 978-3-89913-808-5. ISBN IFRI : 978-2-909961-48-4. co-édition OIB/IFRI 2010